# USS Buck (DD-420)
USS Buck (DD-420) là một tàu khu trục lớp Sims được Hải quân Hoa Kỳ chế tạo ngay trước Chiến tranh Thế giới thứ hai; nó là chiếc tàu chiến thứ hai của Hải quân Hoa Kỳ được đặt tên theo James Buck (1808-1865), một thủy thủ từng được tặng thưởng Huân chương Danh dự trong cuộc Nội chiến Hoa Kỳ. Buck đã hoạt động tại Đại Tây Dương trong Thế Chiến II cho đến khi bị tàu ngầm U-boat Đức U-616 phóng ngư lôi đánh chìm ngoài khơi Salerno, Ý vào ngày 9 tháng 10 năm 1943, khi nó đang hỗ trợ cho Chiến dịch Avalanche.

## Thiết kế và chế tạo
Buck được đặt lườn tại Xưởng hải quân Philadelphia tại Philadelphia, Pennsylvania vào ngày 6 tháng 4 năm 1938. Nó được hạ thủy vào ngày 22 tháng 5 năm 1939; được đỡ đầu bởi bà Julius C. Townsend, phu nhân Chuẩn đô đốc Julius C. Townsend; và nhập biên chế cùng Hải quân Mỹ vào ngày 15 tháng 5 năm 1940 dưới quyền chỉ huy của Hạm trưởng, Thiếu tá Hải quân Horace C. Robison.

## Lịch sử hoạt động

### Trước chiến tranh
Sau khi hoàn tất chạy thử máy và huấn luyện, Buck gia nhập Hạm đội Đại Tây Dương trong một thời gian ngắn trước khi được điều động tăng cường cho Hạm đội Thái Bình Dương từ tháng 2 đến tháng 6 năm 1941. Vào ngày 1 tháng 7, trong thành phần Lực lượng Đặc nhiệm 19, nó khởi hành từ căn cứ Argentia, Newfoundland để gia nhập một đoàn tàu vận tải chuyển Lữ đoàn Thủy quân Lục chiến Lâm thời số 1 đến Reykjavík, Iceland. Sau khi cho đổ bộ binh lính Thủy quân Lục chiến tại đây, nó bắt đầu nhiệm vụ hộ tống các đoàn tàu vận tải đi lại giữa Iceland và Hoa Kỳ.

### Thế Chiến II
Sau khi Hoa Kỳ tham gia chiến tranh, Buck tiếp tục phục vụ như một tàu hộ tống vận tải, di chuyển từ các cảng bờ Đông Hoa Kỳ đến các cảng Newfoundland, Iceland, Bắc Ireland, Bắc Phi và vùng biển Caribe. Nó làm nhiệm vụ bảo vệ các con tàu khỏi sự tấn công của đối phương, săn đuổi các tín hiệu đối phương trên và dưới mặt nước, cũng như giúp duy trì đội hình các tàu buôn trên đường đi.
Đang khi hộ tống một đoàn tàu vận tải trong hoàn cảnh sương mù dày đặc ngoài khơi Nova Scotia vào ngày 22 tháng 8 năm 1942, Buck bị chiếc tàu chở quân New Zealand Awatea va phải lúc nó đang cố hộ tống một tàu khác quay trở lại vị trí trong đội hình của đoàn tàu. Cú va chạm làm hỏng lườn tàu của chiếc tàu khu trục, cắt ngang hai phần ba phần sàn tàu phía đuôi, và khiến bảy thủy thủ bị thiệt mạng do cú va chạm. Tai nạn cũng khiến chân vịt bên mạn phải bị rơi ra còn chân vịt mạn trái bị hư hại, con tàu gặp khó khăn khi di chuyển trong khi thủy thủ đoàn cố nối lại phần đuôi tàu. Khi chân vịt mạn trái cuối cùng cũng rơi ra vài giờ sau đó khiến con tàu hoàn toàn vô vọng, phần đuôi tàu được cắt rời và loại bỏ, bởi sóng biển đập mạnh có thể làm hỏng cả con tàu. Khi chiếc tàu khu trục Ingraham (DD-444) tiến đến để trợ giúp, nó lại bị hư hại nặng do va chạm với chiếc tàu chở dầu Chemung (AO-30) và bị đắm sau đó. Sau khi cứu những người sống sót của Ingraham, Chemung tìm cách kéo Buck cho đến khi được thay phiên bởi Cherokee (AT-66). Buck về đến Boston vào ngày 26 tháng 8, nơi nó được sửa chữa cho đến tháng 11.
Sau khi hoàn tất công việc trong xưởng tàu, Buck quay trở lại nhiệm vụ hộ tống vận tải vượt Đại Tây Dương trong mùa Đông năm đó, hộ tống các đoàn tàu đi sang vùng biển châu Âu cho đến tháng 6 năm 1943, khi nó được điều động sang Địa Trung Hải làm nhiệm vụ tuần tra ngoài khơi các cảng Tunisia và Algérie. Được phân về Lực lượng Hải quân phía Tây vào ngày 8 tháng 7, nó làm nhiệm vụ bắn phá bờ biển, hộ tống và tuần tra trong khi diễn ra Chiến dịch Husky, cuộc đổ bộ của Đồng Minh lên Sicily vào ngày 10 tháng 7. Trong ngày đó, nó hộ tống một đoàn tàu LCT đi đến bãi đổ bộ trước khi rút lui để hộ tống các đoàn tàu tiếp liệu và tăng cường tiếp tục đi đến Sicily. Vào ngày 3 tháng 8, đang khi hộ tống một đoàn sáu chở tàu hàng đi từ Sicily đến Algeria, nó phát hiện chiếc tàu ngầm Ý Argento đang tiến hành tuần tra trinh sát ngoài khơi bờ biển Sicily. Buck đã truy đuổi, buộc chiếc tàu ngầm phải nổi lên sau ba lượt tấn công bằng mìn sâu. Phía Ý nhanh chóng bỏ tàu dưới hỏa lực hải pháo của chiếc tàu khu trục, và chiếc tàu ngầm đắm ở tọa độ 36°52′B 12°8′Đ / 36,867°B 12,133°Đ, khi Buck bắt làm tù binh 45 trong số 49 thủy thủ đoàn.
Sau khi hộ tống một đoàn tàu quay trở về Hoa Kỳ, Buck quay trở lại Địa Trung Hải vào cuối tháng 9 năm 1943 để hỗ trợ cho Chiến dịch Avalanche, cuộc đổ bộ lên Salerno, Ý. Sau cuộc đổ bộ, chiếc tàu khu trục tuần tra ngoài khơi bờ biển bảo vệ cho việc vận chuyển binh lính tăng viện và hàng tiếp liệu đến miền Nam nước Ý. Đang khi tuần tra ngoài khơi Salerno vào ngày 9 tháng 10, nó bị chiếc tàu ngầm U-boat Đức U-616 dưới quyền chỉ huy của Siegfried Koitschka tấn công ngay sau nữa đêm, bị trúng vào phần trước bên mạn phải ít nhất một và có thể đến hai quả ngư lôi. Con tàu bị ngập nước nhanh chóng, chìm xuống phần mũi và đắm chỉ trong vòng bốn phút ở tọa độ 39°57′B 14°28′Đ / 39,95°B 14,467°Đ. Cho dù hầu hết các quả mìn sâu đã được cài kíp nổ sang chế độ an toàn trước khi bỏ tàu, một vụ nổ dữ dội đã làm thiệt mạng nhiều người dưới nước. Được máy bay bạn phát hiện sáng hôm sau, 97 người sống sót được chiếc tàu khu trục USS Gleaves (DD-423) và chiếc LCT-170 của Anh cứu vớt chiều tối hôm đó.

## Phần thưởng
Buck được tặng thưởng ba Ngôi sao Chiến trận do thành tích phục vụ trong Thế Chiến II.